# Mimic
Mimic is een Amerikaanse sciencefiction/horrorfilm uit 1997, geregisseerd door Guillermo del Toro en geproduceerd door Ole Bornedal, Bob Weinstein, Harvey Weinstein en B.J. Rack. De hoofdrollen worden vertolkt door Mira Sorvino, Jeremy Northam en Alexander Goodwin. De film heeft 2 vervolgen Mimic 2 (2001) en Mimic 3: Sentinel (2003).

## Verhaal
In 1995 wordt New York geteisterd door een dodelijk en uiterst besmettelijk virus. Om de inwoners van de stad te redden gaan een vrouwelijke wetenschapper Dr. Susan Tyler (Mira Sorvino) en haar echtgenoot, een ambtenaar van het Amerikaans ministerie van Volksgezondheid, op zoek naar een tegengif. Zij ontdekken dat het virus verspreid wordt door insecten en ze doen er alles aan om deze uit te roeien.

## Rolbezetting
| Acteur             | Personage       |
| ------------------ | --------------- |
| Mira Sorvino       | Dr. Susan Tyler |
| Jeremy Northam     | Dr. Peter Mann  |
| Alexander Goodwin  | Chuy            |
| Giancarlo Giannini | Manny           |
| Charles S. Dutton  | Leonard         |
| Josh Brolin        | Josh            |
| Alix Koromzay      | Remy Panos      |
| F. Murray Abraham  | Dr. Gates       |
| Norman Reedus      | Jeremy          |
| Julian Richings    | Werkman         |
| Doug Jones         | Long John #2    |